# Skok (vodopád)
Skok je vodopád na potoce Mlynica ve střední části Mlynické doliny ve Vysokých Tatrách v okrese Poprad na severním Slovensku. Vodopád Skok je v německém názvosloví Schleierwasserfall, v maďarském Fátyovízesés (Závojový vodopád). Pojmenovali ho přírodovědci ze Spišské Nové Vsi Július Geyer a Martin Róth, kteří zde v roce 1877 prováděli pozorování.

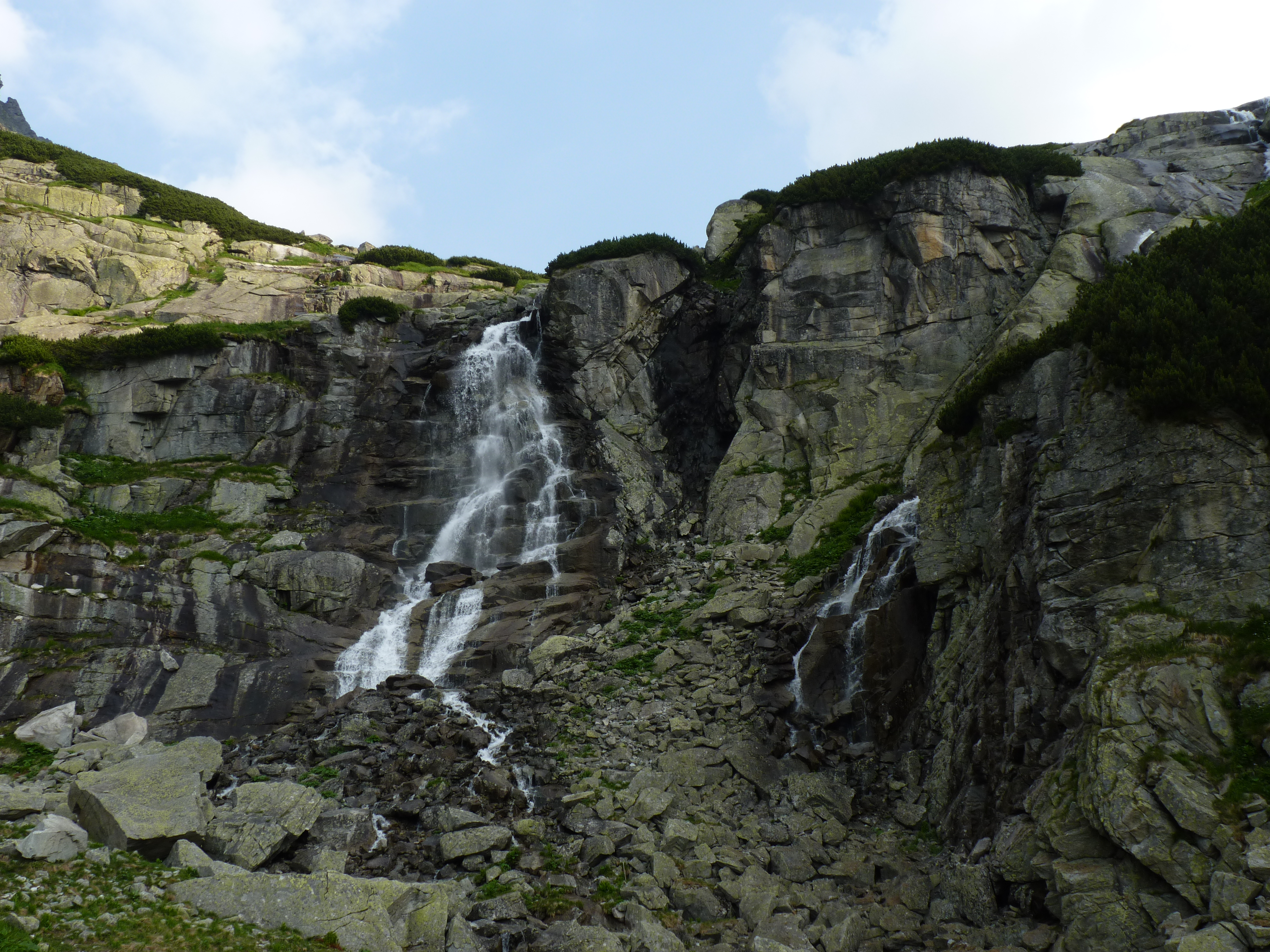
Vodopád Skok z přístupové cesty

## Charakteristika
Vodopád vznikl na skalním prahu v ledovcovém údolí potoka Mlynica, jež pramení v nadmořské výšce 1810 m mezi Satanem a Štrbským štítem. Mlynica napájí Pleso nad Skokom, nacházející se nad granodioritovým skalním prahem, vysokým přibližně 25 metrů (některé zdroje uvádí výšku pouhých 10 m). Je tak 3. nejvyšším vodopádem ve Vysokých Tatrách. V horní části vodopádu, v nadmořské výšce 1725 m, dosahuje tok Mlynice šířky 1 m. Průměrný průtok zde nabývá hodnot okolo 54 l/s, při tání sněhu až 800 l/s. Rekordní průtok z prosince 1958 činí 30 000 l/s.

## Přístup
Pod vodopádem a kolem něj prochází  žlutá turistická značka od Štrbského plesa, která dále pokračuje nahoru Mlynickou dolinou. Cesta sem trvá přibližně 1 hodinu. Vodopád je možné navštívit po celý rok, ale kolem něj nahoru dolinou je možné pokračovat jen v období od 16. června do 31. října. Výstup podél vodopádu dále do doliny vede po kluzkých žulových plotnách. Cesta je však zajištěna řetězy.